# Sonkarby
Sonkarby är en by i Österunda socken i Enköpings kommun, södra Uppland.
Byn består av enfamiljshus samt bondgårdar.
Länsväg C 819 passerar byn, som är belägen knappt en kilometer öster om Österunda kyrka.